# Prinses Beatrix (schip, 1960)
De Prinses Beatrix is gebouwd als instructievaartuig voor het Koninklijk Onderwijsfonds voor de Scheepvaart (KOFS) in Amsterdam. In deze serie van drie voor het KOFS werd in 1960 de Prinses Beatrix in de vaart gebracht, in 1962 gevolgd door de Prinses Irene en in 1963 de Prinses Christina. Gezamenlijk waren de schepen van het KOFS in de binnenvaart bekend als de kofschepen. Het vaartuig heeft het aanzien van een toen moderne Kempenaar.
Het bestuur van het KOFS voorzag in 1955 dat de leerlingen als gevolg van het toenemende aantal leerlingen meer praktische vaardigheden moesten opdoen. Met een instructievaartuig dat zou voldoen aan de toenmalige moderne navigatie-eisen. Gedacht werd aan een motorschip waarmee een hele klas van achtentwintig leerlingen tegelijk kon oefenen en geschikt zou worden om de ruime vaarwaters en de Midden- en Bovenrijn te bevaren. Het uitgangspunt voor de bouw van deze schepen was, dat de leerlingen van de voormalige dagnijverheidsscholen (circa 13–16 jaar) in elk van de twee leerjaren circa 6 weken aan boord van de instructievaartuigen les dienden te krijgen. Tegenwoordig kunnen de VMBO’ers en MBO’ers op de schepen hun ‘boekenkennis’ in de praktijk oefenen en met een schip van ruim 50 meter leren omgaan. Oefenen met aanleggen, ankeren, navigeren en sturen. Het lesprogramma op de opleidingsschepen bestaat uit zowel dagtochten als weektochten naar landen als België en Duitsland.

## Geschiedenis
Na de Tweede Wereldoorlog werd in Rotterdam de Rotterdamse dagnijverheidsschool met internaat geopend, met het doel: ‘het bevorderen van vakonderwijs in de binnenvaart, de uitgave van leerboeken ten behoeve van dat onderwijs en voorts in het algemeen al wat met dat onderwijs verband houdt of tot bevordering daarvan kan strekken’. De  instructievloot werd uitgebreid met nieuwe schepen. In 1964 kreeg de school ook een nieuw scholencomplex.
Medio jaren 90 werd de Wet Educatie Beroepsonderwijs (WEB) van kracht, op basis waarvan het beroepsonderwijs werd ondergebracht bij de ROC’s en vakscholen. Tevens besloten de sociale partners uit het wegvervoer, Rijn- en binnenvaart en de havensector krachten te bundelen, wat resulteerde in een opleidingsinstituut Vakopleiding Transport en Logistiek (VTL) voor cursorisch beroepsonderwijs. De schoolopleidingen inclusief de schepen werden in 1995 overgedragen aan deze onderwijsinstellingen.
In 1995 en 1996 werd het schip ingrijpend gerenoveerd. De technische voorzieningen in de machinekamer, elektrische installaties, de inrichting van de kombuis, maar ook de accommodatie van de leerlingen aan boord gingen op de schop. De slaapzalen werden omgebouwd naar twee en vier persoonshutten, wat de leerlingencapaciteit terugbracht van achtentwintig naar vierentwintig leerlingen. In de volgende jaren werd het schip voorzien van een boegschroefinstallatie met een DAF motor van 150 pk en uitgerust met moderne rasterscan radar, elektronische vaarkaarten en GPS/AIS.
Op basis van historische gronden ontving KOFS tot en met 2003 een subsidie van het Ministerie van Onderwijs, Cultuur en Wetenschappen, maar de financiering werd beëindigd per 31 december 2003. Een eerste stap in de reorganisatie was de overdracht per 2004 van de instructieschepen voor de binnenvaart naar de onderwijsinstelling Scheepvaart en Transport College te Rotterdam. De ligplaats was het Boerengat.
Na de aanschaf van een nieuw opleidingsschip werd het schip verkocht aan Concordia Damen Shipbuilding, die het op 16 december 2022 in bruikleen gaf aan vereniging De Binnenvaart, met het eerste recht op koop. Waarbij de Prinses Beatrix zoveel als mogelijk in haar oorspronkelijke staat teruggebracht worden. Zo zal de romp van het schip weer wit geverfd worden. De enige van de drie schepen die dan nog onder Nederlandse vlag zal varen krijgt dan haar vaste ligplaats in Dordrecht nabij de Rene Siegfried als vijfde vaartuig bij het Binnenvaartmuseum.

## Liggers Scheepmetingsdienst
| Meetnummer | District en volgnr. | Meetdatum        | Meetplaats | Lengte [m] | Breedte [m] | Inzinking [m] | Waterverplaatsing [ton] | Naam            | Eigenaar | Domicilie |
| ---------- | ------------------- | ---------------- | ---------- | ---------- | ----------- | ------------- | ----------------------- | --------------- | -------- | --------- |
| A18445N    | Amsterdam 18445     | 3 februari 1960  | -          | 53,50      | 7,08        | 1,25          | 25,086                  | Prinses Beatrix | -        | -         |
| A24860N    | Amsterdam 24860     | 21 augustus 1978 | -          | 54,5       | 7,07        | 1,40          | 63,956                  | Prinses Beatrix | -        | -         |
| AN3723     | Amsterdam 3723      | 29 augustus 1988 | -          | 53,50      | 7,02        | 1,45          | 65,368                  | Prinses Beatrix | -        | -         |